# Chiesa di San Bartolomeo (Rezzoaglio)
La chiesa di San Bartolomeo è un luogo di culto cattolico situato nella frazione di Magnasco nel  comune di Rezzoaglio, nella città metropolitana di Genova. La chiesa è sede della parrocchia omonima del vicariato di Bobbio, Alta Val Trebbia, Aveto e Oltre Penice della diocesi di Piacenza-Bobbio.

## Storia e descrizione

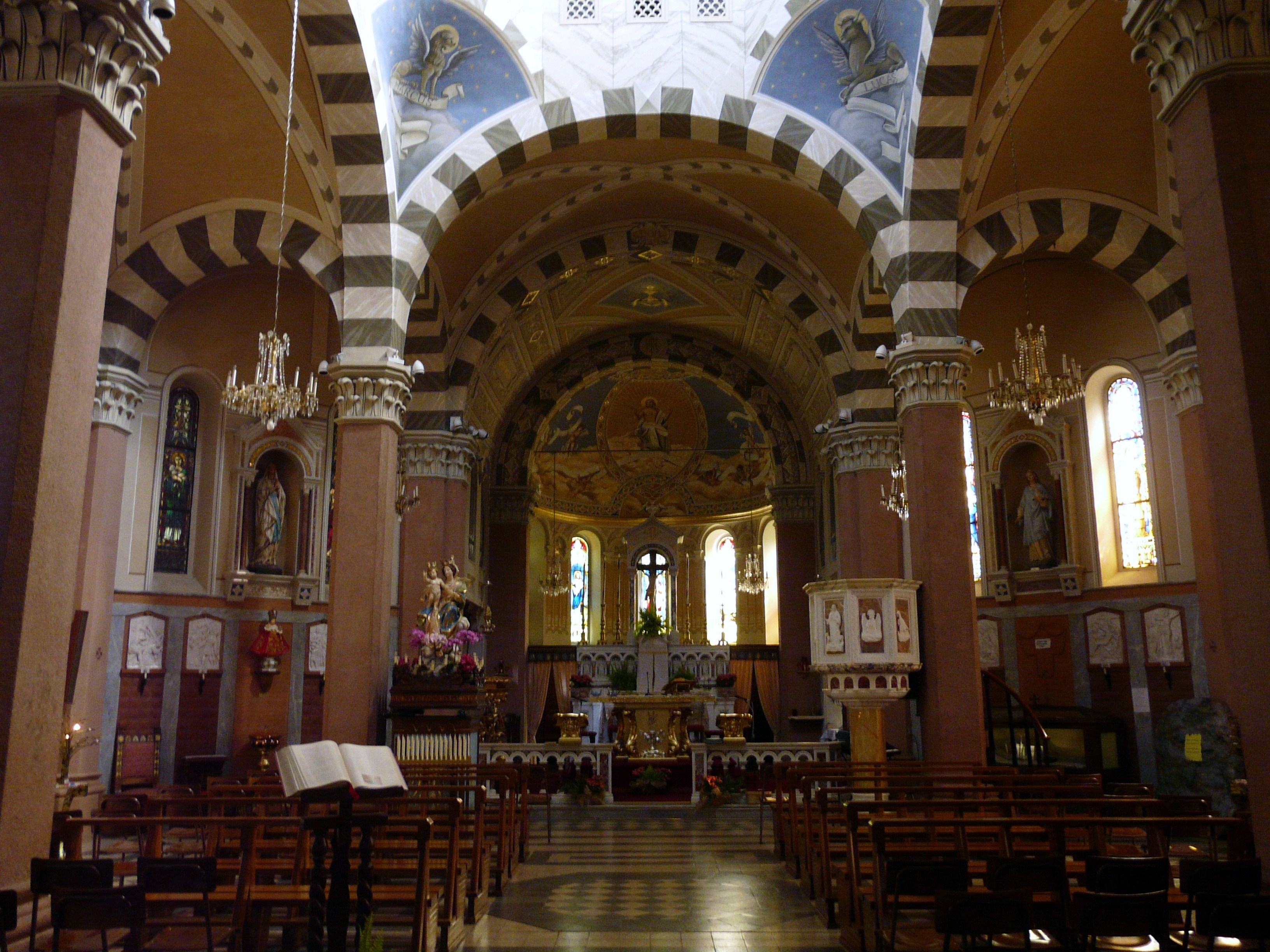
La navata centrale

Originariamente nel territorio di Magnasco era presente un luogo di culto già dedicato a san Bartolomeo in Lamis. Nel 1658 al posto della primaria chiesetta venne edificato un oratorio, nei pressi dell'odierna casa canonica.
L'attuale edificio venne riedificato tra il 1925 e il 1928 sull'area della preesistente chiesa; il campanile è invece risalente al 1913. Nel periodo tra il 1934 e il 1935 fu costruita la casa canonica.
L'istituzione della parrocchia avvenne nel 1884, quando si staccò dalla giurisdizione di San Michele Arcangelo di Rezzoaglio. Venne consacrata il 20 giugno del 1938.
La chiesa conserva due statue raffiguranti San Bartolomeo (forse proveniente dall'antica chiesetta di San Bartolomeo delle Lame) e la Vergine Maria, quest'ultima attribuita probabilmente alla mano dello scultore Anton Maria Maragliano.